# Зоран Янкович (ватерполіст)
Зоран Янкович (8 січня 1940 — 25 лютого 2002) — югославський ватерполіст.
Учасник Олімпійських Ігор 1964, 1968, 1972 років.
Олімпійський чемпіон 1968 року.
Срібний призер Олімпійських ігор 1964 року.